# Torsten Helber
Torsten Helber (* 1984 in Karlsruhe) ist ein deutscher Hörfunkmoderator und Redakteur. 

## Leben
Während seines Studiums Audiovisuelle Medien an der Hochschule der Medien in Stuttgart moderierte Helber bei Horads 88,6. Parallel zum Masterstudium Medienwissenschaften an der Universität Tübingen arbeitete er als Reporter für den Hörfunk im SWR Studio Tübingen. In seiner Studienzeit war er Sprecher für verschiedene Projekte und lieh unter anderem dem Hauptcharakter des Adventure-Computerspiels Big Time Monkey seine Stimme.
Ab 2013 schrieb er für SWR3 in Zusammenarbeit mit Andreas Müller Comedy-Stücke, beispielsweise für die Serien Tatort mit Til, Die Grokos, Oettinger Digital und feinkost.klick.
Von 2014 bis 2015 absolvierte er das Qualifikationsprogramm Moderation am Institut für Moderation Stuttgart. Nach einem journalistischen Volontariat beim SWR war Helber ab 2013 als Reporter, Moderator und Redakteur im SWR Studio Karlsruhe tätig. Er moderierte dort unter anderem die regionale SWR4 Frühsendung, bevor er 2017 zu SWR1 Baden-Württemberg nach Stuttgart wechselte. Hier moderiert er regelmäßig den SWR1 Musik Klub Country und die SWR1 Nacht. Außerdem moderiert er die Sendungen SWR1 Disco, Musik Klub Deutschland, Musik Klub Rock, Musik Klub Goldies und Musik Klub Soul. Für SWR1 Baden-Württemberg kümmert er sich um das Thema Radio-Comedy.
Neben seiner Tätigkeit beim SWR moderiert Helber als freier Moderator, unter anderem für den baden-württembergischen Vorentscheid des Wissenschaftswettbewerbs FameLab und ein Marketing-Event mit Sascha Lobo.